# Cavaleiros que dizem Ni
Os Cavaleiros que dizem Ni são um bando de cavaleiros da comédia Monty Python and the Holy Grail (Monty Python em busca do cálice sagrado) que aterrorizam os transeuntes com a maneira que pronunciam a palavra "ni" (pronuncia-se /'ni/ como em Nicarágua). Eles são os guardiões das palavras sagradas: Ni, Peng e Neee-Won.

## Tarefas
Os cavaleiros exigem um sacrifício, e quando Arthur afirma que apenas deseja atravessar a floresta, os cavaleiros começam a gritar "Ni!", Forçando o grupo a recuar de medo. Após essa demonstração de poder, o cavaleiro ameaça dizer "Ni!" novamente, a menos que os viajantes os apaziguem com um arbusto; caso contrário, nunca passarão vivos pela madeira. Quando Arthur questiona a demanda, os cavaleiros novamente gritam "Ni!" até que os viajantes concordem em lhes trazer um arbusto, que o cavaleiro-chefe especifica deve ser "aquele que pareça bonito. E não muito caro".

## Detalhes
Os Cavaleiros que dizem Ni são liderados por um homem que é aproximadamente 3 vezes mais alto que os outros, com pernas desproporcionadamente curtas e chifres de rena fixados em seu capacete. (Interpretado por Michael Palin de pé em uma escada, o roteiro original dava a entender que ele era interpretado por "Mike sobre os ombros de John").
Os outros cavaleiros que dizem Ni são de proporções humanas normais e agem como em um coro, apenas repetindo as palavras que o cabeça dos cavaleiros já disse.
"Ni!" é a mais notável das palavras sagradas das quais eles são designados a proteger; as outras sendo "Peng" e "Neee-Won". Todas essas palavras são infames devido ao horror palpável, medo e pânico que elas causam, quer sejam pronunciadas pelos cavaleiros ou não. De acordo com o Rei Arthur "Aqueles que as escutam raramente vivem para contar a história!".
Os Cavaleiros exigem que Rei Arthur traga a eles um canteiro de arbustos para que possam passar por um trecho da floresta que eles guardam. Eles exigem que o canteiro deve ser bonito e não muito caro. Arthur e seus companheiros retornam a um vilarejo próximo onde eles encontram um plantador de arbustos "Roger o Plantador de Arbustos" (interpretado por Eric Idle). Mais tarde, quando os cavaleiros que dizem Ni se tornam os cavaleiros que dizem uma estranha série de sílabas (embora os cavaleiros ao lado do cavaleiro chefe continuem a dizer "Ni") A fala é escrita da seguinte forma de acordo com o roteiro das legendas da versão em DVD para colecionador: "Ekke Ekke Ekke Ekke Ptang Zoo Boing Zow Zing"!
Devido à difícil pronúncia Rei Arthur simplesmente se refere a eles como "Os cavaleiros que até recentemente diziam Ni!"
Depois os cavaleiros exigiram que Rei Arthur trouxesse para eles outro canteiro de arbustos, e arranjasse para que um canteiro ficasse mais alto do que o outro para que obtivesse um efeito de dois níveis ("... com uma pequena passagem no meio")e que ("...cortarão a árvore mais alta da floresta com um... arenque!" Arthur recusou, afirmando que a tarefa não poderia ser realizada, então os cavaleiros suplicaram "Oh, por favor?"
Os cavaleiros tinham um ponto fraco, certas palavras que quando ditas a eles, os faziam sentir medo e sofrimento. A única dessas palavras que é revelada no filme é a palavra "isso" do inglês "it". No final das contas Rei Arthur e Sir Robin dizem 'isso' várias vezes durante sua conversa (ignorando que "isso" era a palavra que causava o pânico dos cavaleiros) o que leva os cavaleiro que dizem ni a dizê-la também, dizendo várias vezes "o que é isso?" enfraquecendo os cavaleiros que dizem ni e desta forma permitindo que passassem pelo caminho que atravessa a floresta antes obstruído.

## Origem
Comentando o filme na versão em DVD, Michael Palin diz que as palavras usadas foram inspiradas no The Goon Show.